# Alien Trespass
Pour plus de détails, voir Fiche technique et Distribution.
Alien Trespass est un film américain de science-fiction réalisé par R. W. Goodwin, sorti en 2009.

## Synopsis
L'astronome Ted Lewis, sa femme Lana et le reste de la petite ville de Mojave assistent au crash d'un OVNI. Les habitants sont partagés entre l'indifférence, la crainte et la curiosité, mais la peur l'emporte bientôt quand des rumeurs à propos d'un monstre se répandent.

## Fiche technique
- Réalisateur : R. W. Goodwin
- Scénaristes : Stephen P. Fisher
- Directeur artistique : Douglasann Menchions
- Décors : Ian D. Thomas
- Costume : Jenni Gullett
- Caméraman : David Moxness
- Montage : Vaune Kirby Frechette & Michael Jablow
- Musique : Louis Febre
- Producteur : R.W. Goodwin & James Swift
- Production : Rangeland Productions
- Distribution : Roadside Attractions, Image Entertainment
- Effets spéciaux : Pacific West Special Effects
- Pays d’origine :  États-Unis,  Canada
- Langue : Anglais
- Format : 35 mm (sphérique), 16 mm, 1.85 : 1
- Genre : Science fiction
- Durée : 90 minutes
- Date de sortie : 2009

## Distribution
- Eric McCormack : Ted Lewis / Urp
- Robert Patrick : Vernon
- Jody Thompson : Lana Lewis
- Jenni Baird : Tammy
- Dan Lauria : Chief Dawson
- Aaron Brooks : Cody
- Sarah Smyth : Penny
- Andrew Dunbar : Dick
- Sage Brocklebank : Stu
- Jonathon Young : Lloyd
- Michael Roberds : Bubba
- Tom McBeath : Wilson
- Jerry Wasserman : Sam
- Vincent Gale : Styles
- Christina Schild : Darlene
- Laura Konechny : Laura
- Darren Rizzolo : Tommy
- Chelah Horsdal : Betsy's Mom
- Dayna Reid : Betsy
- Tom Braidwood : Ed Sanders

## Récompenses & nominations
- 7 nominations Leo Awards

## Autour du film
- R.W. Goodwin est un des auteurs de la série X-Files.
- les films parodiés des années 1950 : La Guerre des mondes, Le Jour où la Terre s'arrêta, It Came from Outer Space, Les soucoupes volantes attaquent, Planète interdite, Invaders from Mars, Mars Attacks!, The Lost Skeleton of Cadavra.
- Au cinéma ils passent The Blob.